# Bożepole Wielkie
Bożepole Wielkie (kaszb. Bòżépòle Wiôldżé lub Wiôlgié Bòżépòlé, niem. Groß Boschpol) – wieś w Polsce położona w województwie pomorskim, w powiecie wejherowskim, w gminie Łęczyce.
Wieś kaszubska leżąca nad Łebą (Pradolina Redy-Łeby).
Według danych na dzień 23 października 2019 roku wieś zamieszkuje 1956 mieszkańców na powierzchni 11,70 km².
W latach 1954–1971 wieś należała i była siedzibą władz gromady Bożepole Wielkie, po jej zniesieniu w gromadzie Łęczyce.

## Położenie
Przez wieś przebiega DK6: Szczecin – Trójmiasto. Wieś położona jest przy linii kolejowej nr 202 Gdańsk – Stargard, ze stacją Bożepole Wielkie. Kolejowy ruch pasażerski obsługiwany jest przez trójmiejską SKM. Wieś znajduje się w odległości 20 km od Wejherowa i 16 km od Lęborka. Na północ od Bożegopola Wielkiego znajdują się połacie leśne Puszczy Wierzchucińskiej.

## Historia
Miejscowość Bożepole Wielkie po raz pierwszy w źródłach pisanych wymieniana jest w 1333; w Luzinie planowano założyć młyn i w opisie lokacji młyna jest napisane „nad rzeczką naprzeciw Bożegopola” (super rivulum contra Bosepole). Kolejne wzmianki miały miejsce w 1356 roku, gdy wymieniana jest w przywilejach lokacyjnych dla wsi Rozłazino. Nazwa Bożepole pochodzi od pierwszego właściciela osady Bożeja lub ma charakter ludowy jak Gottswalde – Boży Las. Bożeja można pojmować jako syna kasztelana sławieńskiego, a następnie wojewody gdańskiego Witka. Witek posiadał wsie Brzyno (zachodni brzeg jeziora Żarnowieckiego) i Godętowo, przez co miał prawo do połowu ryb na jeziorze. Bożej jako dziedzic też miał takowe prawo, posiadał prawdopodobnie inne ziemie m.in. na terenie dzisiejszego Bożegopola. Do 1294 roku terenami tymi władał książę gdańsko-pomorski Mściwoj II, który w tym roku zmarł, po nim władzę przejął książę wielkopolski Przemysł II, który wkrótce koronował się na króla Polski i ziemie w 1296 roku dostały się we władanie polskie. W 1308 roku ziemie zostały utracone na rzecz Krzyżaków, którzy zostali tam wezwani aby odeprzeć najazd Brandenburczyków.
W XV w. w miejscowości Bożepole działała średniowieczna huta żelaza, zaś rudę żelaza w postaci rudy darniowej pozyskiwano z ówczesnych bagien pradoliny rzeki Łeby. Niedługo później w trakcie wojny trzynastoletniej huta została zniszczona. Po wojnie trzynastoletniej na podstawie sojuszu króla polskiego z wielkim mistrzem zakonu Pomorze Gdańskie zostało przyłączone do Polski (oprócz ziemi lęborskiej). W rejestrze podatkowym z okręgu lęborskiego z XV wieku nazwa Bożepole jest wymieniona wśród miejscowości, w których płaciło się trzy różne podatki, na końcu tej listy po raz pierwszy pojawia się nazwa Chmelnydal (Chmielny Dół), identyfikowana jako dzisiejszy Chmieleniec. 146 lat panowania Krzyżaków na tym terenie nie przyczyniło się do wielkiej germanizacji, widać to po nazwach dziedziców Bożegopola: Eliasz, Gasko (Gąska), Hotschitz, Konisch, Reddizlaf, Staske (Staśko), Sulicke, Tomasz, Woicech (oprócz Tomasza i Eliasza (pochodzenie biblijne) to są to imiona słowiańskie). Dzięki małej germanizacji tereny te zachowały swoje słowiańskie (kaszubskie) oblicze do końca średniowiecza.

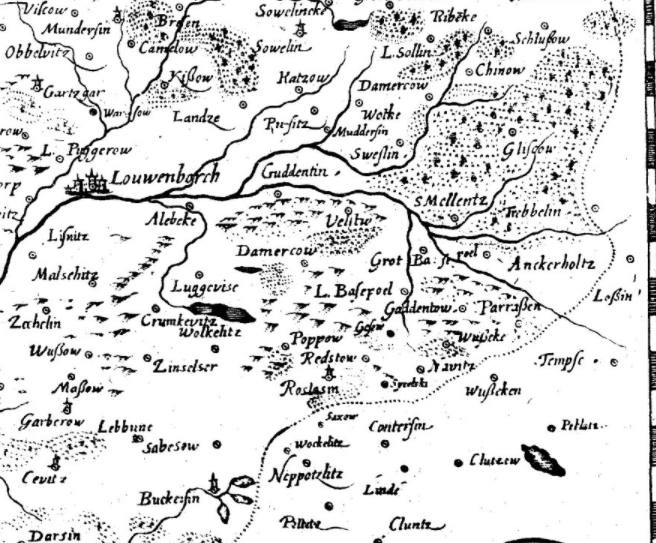
Fragment mapy Księstwa Pomorskiego Lubinusa z 1618 r. obejmujący okolice Wielkiego i Małego Bożegopola, Chmieleńca (Smellentz) oraz karczmy Ankerholz. Bożepole Małe jest zapisane jako Lutte Basepoel. Przerywana linia wzdłuż prawej krawędzi oznacza granicę z Rzecząpospolitą

Herb rodu Bochen

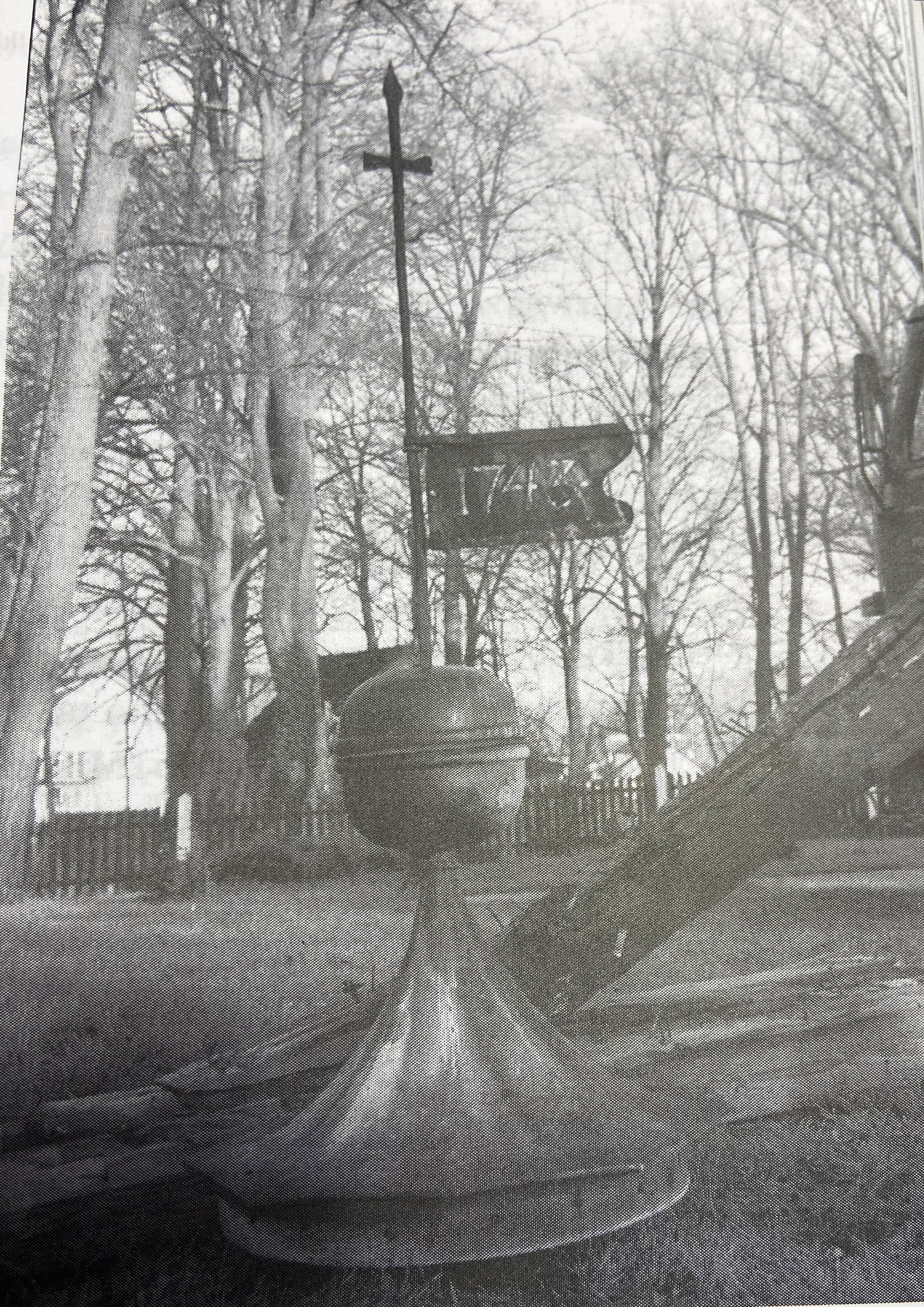
Iglica kościoła z datą powstania na wiatrowskazie

W XV w. w Bożympolu istniały także karczma oraz tartak, karczma działała ze względu na przesunięcie szlaku z Gdańska do Słupska bardziej na południe (szlak na początku szedł „górą” przez Żarnowiec, Salino i Białogardę omijając bagniste tereny pradoliny rzeki Redy-Łeby) ze względu na powstanie Lęborka.
W wieku XVI rodziną szlachecką najliczniej osadzoną w Bożympolu Wielkim, Małym i Chmieleńcu, wydaje się ród Bochenów. Na mapie Księstwa Pomorskiego Lubinusa z 1618 roku widać Bożepole (Bosepoel), Chmieleniec (Smellentz) oraz karczmę Ankerholz znajdującą się na pograniczu ze Strzebielinem. Widać, że Bożepole było zaraz obok granicy z Polską. W 1534 roku tereny te zamieniły się w Prusy Książęce i poszły z nurtem reformacji (państwo potrzebowało pieniędzy, a Luter w swoich tezach mówił o zabraniu majątków kościelnych), gdyż potrzebowały pieniędzy na nową najemniczą armię. W 1641 po śmierci ostatniego Gryfity ziemie zostały ponownie przyłączone do Korony, a mieszkańcy zostali zrównani z mieszkańcami Polski. Po potopie szwedzkim król Jan Kazimierz w obawie przed sojuszem szwedzko-pruskim zgodził się na traktaty welawsko-bydgoskie (1657 r.) na mocy których Prusy Książęce przestały być lennem polskim oraz ziemie lęborsko-bydgoskie zostały nadane elektorowi brandenburskiemu Fryderykowi Wilhelmowi I.
Pierwsza kaplica została wzniesiona przed rokiem 1534, została ufundowana przez ród Lantoszów mieszkający owego czasu w Bożympolu, kilka razy w roku mszę odprawiał tam ksiądz z Luzina. Bożepole było wtedy podzielone między rody Bochenów i Lantoszów, tradycja przypisuje temu drugiemu (zm. 1658) budowę pierwszej świątyni luterańskiej. W całości kościół ten został wzniesiony dopiero w 1743 roku. Miejscowi katolicy należeli do parafii w Rozłazinie, zaś protestanci do zboru ewangelickiego w Dzięcielcu.
Z Bożegopola i okolic służyli; major Ernest, major Paweł Zygmunt, Bochen Chmmielińscy, rotmistrz Franciszek Albrecht i porucznik Franciszek Jerzy, podporucznik Fryderyk August von Platen oraz major Henryk Eggert i kapitan Wedig Jerzy von Woedtke. W wojnach napoleońskich walczyli kolejni przedstawiciele właścicieli Bożegopola z linii von Weiherów, m.in. Ernest Karol Ludwik, rotmistrz Eugen Otton i porucznik Karol Henryk Ludwik. Jak widać bożepolskie linie starych kaszubskich rodzin Bochenów i Lantoszów stopniowo były wypierane przez niemiecką szlachtę napływową.
Spisie podatkowy z 1723 roku informuje, że w Bożympolu Wielkim siedzieli panowie krokowscy, których majątek wynosił 3,5 włóki wraz z chłopami (około 63 ha), jeden folwark jednowłókowy (18 ha), czterech zagrodników, tartak i kuźnia. W Bożympolu Małym gospodarowała wdowa po rotmistrzu Chmielińskim (von Bochen) mająca folwark, karczmę i 7 zagrodników. Właściciele Bożegopola często się zmieniali, co koniec końców skończyło się przejęciem Bożegopola przez rodzinę von Weiher. Szczątki tej rodziny są pod zabytkowym kamieniem, gdzie kiedyś stał kościół ewangelicki z 1743 roku (obecnie w skansenie we Wdzydzach).
W tym samym czasie co kościół powstał okazały pałac mieszczący dziś mieszkania i przedszkole. Na koniec XVIII w. datuje się zaniedbany dziś park ze szpalerami grabowymi i stawem z wysepką. Nieco młodsza jest siedziba pańska w Bożympolu Małym, wzniesiona przez Fryderyka Augusta von Platena w latach 80. XVIII wieku, obecnie w stanie ruiny. Natomiast pałac w Chmieleńcu spłonął w 1945 i obecnie istnieje jedynie prawe jego skrzydło.
Miejscowość cały czas rozrastała się w związku z pobliskim traktem Gdańsk – Lębork – Szczecin. Według informacji na 1784 rok funkcjonowały tu: kuźnia, karczma, młyn wodny, zaś miejscowość liczyła 16 domów.
Ważnym czynnikiem rozwoju Bożegopola była budowa linii kolejowej ze Słupska do Gdańska, która została oddana w 1870 r. W czasie jednej ze swoich podróży, cesarz Wilhelm I wysiadł z pociągu w Bożympolu Wielkim i przywitał się z grupą okolicznych właścicieli ziemskich.
I wojna światowa zakończyła potęgę Prus, 11 mln osób wzięło broń, 7 mln poszkodowanych, 1,7 mln zabitych. W Niemczech stawiano pomniki z napisem za króla/cesarza i ojczyznę. W Bożympolu upamiętniono ich za pomocą drewnianych tablic w miejscowym kościele ewangelickim, tablice te są w kościele we Wdzydzach, gdzie wymieniono 31 poległych.
Nagle obok Bożegopola jadąc w stronę Wejherowa, zaraz za karczmą, była granica z Polską, która odzyskała swoje ziemie po 1918 roku (po latach zaborów) i Strzebielino było już polskie. Z tego powodu w Bożympolu Wielkim były dwa domy celne, ogromna stacja kolejowa graniczna, osiedle kolejowe, duże schronisko młodzieżowe, świetlica Hitlerjugend, większa karczma Ankerholz z restauracją hotelem i stacją benzynową. Prawdopodobnie schronisko młodzieżowe było, aby dzieci przyjeżdżając z nauczycielami mogły chodzić na pobliskie wzgórza i patrzeć ku granicy i wmawiać jakoby ten kawałek polski przerwał ich ziemię.
Ulrich Dorow napisał: „Armia Czerwona potrzebowała zaledwie dwa dni; 9 i 10 marca, by za jednym zamachem wynieść z powiatu lęborskiego ponad 600-letnią niemiecką historię” (co jest wielkim uproszczeniem, gdyż pomimo germanizacji wiele osób dalej nie rozumiało niemieckiego, a nazwy zostawały najczęściej słowiańskie). Armia Czerwona parła zajmując kolejne tereny, czołgi tej armii tratowały kolumny cywilnych uciekinierów, a żołdacy mordowali i palili. Niektórzy tak bali się o swoje życie, że uprzedzali fakty i popełniali samobójstwo, taki przypadek zdarzył się w Bożympolu Małym; sołtys Artur Schröder 12 marca wyprowadził całą swoją rodzinę do lasu i kilkoro uciekinierów z Prus Wschodnich (w sumie 11 osób), gdzie wszyscy popełnili samobójstwo. W Bożympolu Wielkim właściciel tutejszego majątku Eugen von Weiher (ostatni męski potomek tej linii rodu) wyprawił swoją rodzinę na zachód, a sam pozostał w pałacu w Bożympolu Wielkim, gdzie został prawdopodobnie zamordowany. Właściciele majątku na Chmieleńcu stracili dwóch synów na froncie wschodnim, a trzeci zabił się na początku wojny, sami jednak uciekli na zachód, ale małżeństwo ich się rozpadło, podobnie jak właścicieli majątku w Bożympolu Małym – rodziny von Korff. Bezpośrednio w trakcie lub już po walkach zostały zniszczone: dworzec kolejowy, duży budynek mieszkalny pracowników kolei, dom Sołtysa Schrödera, jeden z celnych domów, gospoda Minge na terenie osiedla Ankerholz, fabryczka płatków ziemniaczanych, pałac w Chmieleńcu i inne.
Po II wojnie światowej 15 marca 1947 roku nazwa miejscowości została zmieniona z Gross Boschpol na Bożepole Wielkie.
W 1977 roku wydzielono z parafii Rozłazino i utworzono parafię Bożepole Wielkie pw. św. Piotra Apostoła. Kilka lat później, ze względu na wzrost liczby mieszkańców, wybudowano nowy kościół. Zabytkowy obiekt z XVII wieku przeniesiono do skansenu Kaszubski Park Etnograficzny we Wdzydzach. W zabytkowym kościele znajdowała się krypta grzebalna rodziny Wejherów.
Obecnie miejscowość zaliczana jest do ziemi lęborskiej włączonej w skład powiatu wejherowskiego.
W miejscowości jest Ochotnicza Straż Pożarna.

## Zabytki
Według rejestru zabytków NID na listę zabytków wpisany jest zespół pałacowy, XVIII-XX, nr rej.: A-1040 z 29.11.1983: pałac i park.
Z Bożegopola Wielkiego pochodzi murowano-szachulcowy kościół filialny pw. św. Piotra, 1743, nr rej.: A-803 z 21.12.1973, obecnie część ekspozycji Kaszubskiego Parku Etnograficznego we Wdzydzach.

## Sąsiednie miejscowości
- Bożepole Małe
- Chmieleniec
- Godętowo
- Paraszyno
- Strzebielino
- Wielistowo